# 大麻町高畑
大麻町高畑（おおあさちょうたかばたけ）は、徳島県鳴門市の大字。郵便番号は779-0305。

## 地理
鳴門市の中央部に位置。東は大麻町松村、北は大谷川の旧流路をもって大麻町池谷、南は大麻町市場、西は大麻町三俣に接する。ほとんどが水田からなる農業地域で用水堀が発達している。集落は北部に集中している。
西端近くにJR高徳線が通り池谷駅（大麻町池谷）がある。中央西よりを南北に徳島県道167号北島池谷停車場線が通じている。

### 小字
| - 居屋敷 - 江田 - 北浦 - 小堀口 | - 寺免 - 野口前 - 前 - 南塚 |  |

## 歴史
江戸期から町村制の施行された明治22年にかけては板東郡および板野郡の村であった。寛文4年より板野郡に属す。
明治22年に同郡堀江村の大字となった。昭和28年4月より堀江町の大字となる。昭和34年4月に板東町と堀江町が合併し大麻町が誕生し同町の大字となる。昭和42年に大麻町が鳴門市に編入され現在の鳴門市の大字となる。

## 世帯数と人口
2022年（令和4年）7月31日現在の世帯数と人口は以下の通りである。
| 町丁       | 世帯数 | 人口  |
| ---------- | ------ | ----- |
| 大麻町高畑 | 77世帯 | 159人 |

## 小・中学校の学区
市立小・中学校に通う場合、学区は以下の通りとなる。
| 番地 | 小学校               | 中学校             |
| ---- | -------------------- | ------------------ |
| 全域 | 鳴門市立堀江北小学校 | 鳴門市立大麻中学校 |

## 施設
- 八坂神社

## 交通

### 道路
都道府県道
- 徳島県道167号北島池谷停車場線